# Со Джон Вон
Со Джон Вон (кор. 서정원, нар. 17 грудня 1970, Кванджу) — південнокорейський футболіст, що грав на позиції півзахисника за «Ел Джі Чітас», «Сувон Самсунг Блювінгз», декілька європейських клубних команд, а також за національну збірну Південної Кореї.
По завершенні ігрової кар'єри — тренер.

## Клубна кар'єра
Народився 17 грудня 1970 року в місті Кванджу. Займався футболом за університетську команду Університету Кореї.
1992 року прийняв пропозицію продовжити виступи на футбольному полі на професійному рівні і уклав контракт з клубом «Ел Джі Чітас», в якому провів шість сезонів, взявши участь у 143 матчах чемпіонату. Більшість часу, проведеного у складі «Ел Джі Чітас», був основним гравцем команди.
Протягом 1998 року грав у Франції за «Страсбур», звідки наступного року перейшов до «Сувон Самсунг Блювінгз» на батьківщині. Відіграв за сувонську команду наступні шість сезонів своєї ігрової кар'єри, здебільшого як гравець основного складу.
Завершував ігрову кар'єру в Австрії протягом 2005–2007 років, спочатку за «Ред Булл», а згодом за «Рід».

## Виступи за збірні
1987 року провів одну гру за юнацьку збірну Південної Кореї (U-17).
Протягом 1991–1992 років залучався до складу молодіжної збірної Південної Кореї. На молодіжному рівні зіграв у 23 офіційних матчах, забив 12 голів.
1990 року дебютував в офіційних матчах у складі національної збірної Південної Кореї. Учасник футбольного турніру на Олімпіаді-1992.
У складі збірної був учасником двох чемпіонатів світу з футболу — 1994 року в США та  1998 року у Франції. Також брав участь у двох іграх кубка Азії 1996 в ОАЕ.
Загалом протягом кар'єри в національній команді, яка тривала 12 років, провів у її формі 86 матчів, забивши 16 голів.

## Кар'єра тренера
Розпочав тренерську кар'єру невдовзі по завершенні кар'єри гравця, 2009 року, увійшовши до тренерського штабу молодіжної збірної Південної Кореї.
Згодом протягом 2009–2011 років був асистентом головного тренера в тренерських штабах Олімпійської і національної збірних Південної Кореї.
2012 року став помічником головного тренера «Сувон Самсунг Блювінгз», а невдовзі очолив тренерський штаб команди, де пропрацював до 2018.
З 2021 року очолив канадський «Ченду Сінчен».
| Дата       | Місто        | Господарі      | Результат             | Гості             | Турнір                        | Голи | Примітки |
| ---------- | ------------ | -------------- | --------------------- | ----------------- | ----------------------------- | ---- | -------- |
| 27-7-1990  | Пекін        | Південна Корея | 2 – 0                 | Японія            | Кубок Династії 1990           | -    | 61'      |
| 31-7-1990  | Пекін        | Південна Корея | 1 – 0                 | КНР               | Кубок Династії 1990           | -    |          |
| 3-8-1990   | Пекін        | КНР            | 1 – 1 д.ч. (4-5 п.п.) | Південна Корея    | Кубок Династії 1990           | -    |          |
| 6-9-1990   | Сеул         | Південна Корея | 1 – 0                 | Австралія         | товариський матч              | -    | 46'      |
| 9-9-1990   | Пусан        | Південна Корея | 1 – 0                 | Австралія         | товариський матч              | 1    | 58'      |
| 23-9-1990  | Пекін        | Південна Корея | 7 – 0                 | Сінгапур          | Азійські ігри 1990            | 2    | 46'      |
| 27-9-1990  | Пекін        | Південна Корея | 2 – 0                 | КНР               | Азійські ігри 1990            | 2    |          |
| 3-10-1990  | Пекін        | Південна Корея | 0 – 1                 | Іран              | Азійські ігри 1990            | -    | 91'      |
| 5-10-1990  | Пекін        | Південна Корея | 1 – 0                 | Таїланд           | Азійські ігри 1990            | -    |          |
| 11-10-1990 | Пхеньян      | Північна Корея | 2 – 1                 | Південна Корея    | товариський матч              | -    | 60'      |
| 23-10-1990 | Сеул         | Південна Корея | 1 – 0                 | Північна Корея    | товариський матч              | -    | 46'      |
| 29-10-1992 | Аньян        | Південна Корея | 0 – 0                 | ОАЕ               | товариський матч              | -    |          |
| 9-3-1993   | Ванкувер     | Канада         | 0 – 2                 | Південна Корея    | товариський матч              | -    |          |
| 11-3-1993  | Вікторія     | Канада         | 2 – 0                 | Південна Корея    | товариський матч              | -    |          |
| 25-4-1993  | Чханвон      | Південна Корея | 1 – 1                 | Ірак              | товариський матч              | -    |          |
| 28-4-1993  | Ульсан       | Південна Корея | 2 – 2                 | Ірак              | товариський матч              | 1    | 50'      |
| 9-5-1993   | Бейрут       | Бахрейн        | 0 – 0                 | Південна Корея    | Відбір до ЧС 1994             | -    | 63'      |
| 11-5-1993  | Бейрут       | Ліван          | 0 – 1                 | Південна Корея    | Відбір до ЧС 1994             | -    |          |
| 13-5-1993  | Бейрут       | Індія          | 0 – 3                 | Південна Корея    | Відбір до ЧС 1994             | -    | 72'      |
| 15-5-1993  | Бейрут       | Гонконг        | 0 – 3                 | Південна Корея    | Відбір до ЧС 1994             | 1    |          |
| 5-6-1993   | Сеул         | Південна Корея | 4 – 1                 | Гонконг           | Відбір до ЧС 1994             | -    | 73'      |
| 7-6-1993   | Сеул         | Південна Корея | 2 – 0                 | Ліван             | Відбір до ЧС 1994             | -    | 67'      |
| 13-6-1993  | Сеул         | Південна Корея | 3 – 0                 | Бахрейн           | Відбір до ЧС 1994             | -    |          |
| 19-6-1993  | Сеул         | Південна Корея | 1 – 2                 | Єгипет            | Кубок Президента 1993         | 1    | 80'      |
| 28-6-1993  | Сеул         | Південна Корея | 0 – 1                 | Єгипет            | Кубок Президента 1993         | -    |          |
| 24-9-1993  | Сеул         | Південна Корея | 1 – 1                 | Австралія         | товариський матч              | 1    |          |
| 26-9-1993  | Сеул         | Південна Корея | 1 – 0                 | Австралія         | товариський матч              | -    | 63'      |
| 16-10-1993 | Доха         | Іран           | 0 – 3                 | Південна Корея    | Відбір до ЧС 1994             | -    | 69'      |
| 25-10-1993 | Доха         | Японія         | 1 – 0                 | Південна Корея    | Відбір до ЧС 1994             | -    | 46'      |
| 28-10-1993 | Доха         | Південна Корея | 3 – 0                 | Північна Корея    | Відбір до ЧС 1994             | -    |          |
| 16-2-1994  | Чханвон      | Південна Корея | 1 – 2                 | Румунія           | товариський матч              | -    | 46'      |
| 26-2-1994  | Лос-Анджелес | Колумбія       | 2 – 2                 | Південна Корея    | товариський матч              | -    |          |
| 12-3-1994  | Фуллертон    | США            | 1 – 1                 | Південна Корея    | товариський матч              | -    | 46' 73'  |
| 1-5-1994   | Сеул         | Південна Корея | 2 – 2                 | Камерун           | товариський матч              | -    | 53'      |
| 3-5-1994   | Чханвон      | Південна Корея | 2 – 1                 | Камерун           | товариський матч              | -    | 46'      |
| 11-6-1994  | Даллас       | Гондурас       | 0 – 3                 | Південна Корея    | товариський матч              | -    | 46'      |
| 17-6-1994  | Даллас       | Іспанія        | 2 – 2                 | Південна Корея    | ЧС 1994 - 1-й етап            | 1    | 59'      |
| 23-6-1994  | Фоксборо     | Південна Корея | 0 – 0                 | Болівія           | ЧС 1994 - 1-й етап            | -    | 64'      |
| 27-6-1994  | Даллас       | Німеччина      | 3 – 2                 | Південна Корея    | ЧС 1994 - 1-й етап            | -    | 46'      |
| 13-9-1994  | Сеул         | Південна Корея | 2 – 0                 | Україна           | товариський матч              | -    | 68'      |
| 19-9-1994  | Сеул         | Південна Корея | 0 – 0                 | ОАЕ               | товариський матч              | -    | 46'      |
| 15-10-1994 | Хіросіма     | Кувейт         | 2 – 1                 | Південна Корея    | Азійські ігри 1994            | 1    |          |
| 12-8-1995  | Сувон        | Південна Корея | 0 – 1                 | Бразилія          | товариський матч              | -    | 80'      |
| 31-10-1995 | Сеул         | Південна Корея | 1 – 1                 | Саудівська Аравія | товариський матч              | -    |          |
| 16-5-1996  | Сеул         | Південна Корея | 0 – 2                 | Швеція            | товариський матч              | -    | 60'      |
| 5-8-1996   | Хошимін      | Південна Корея | 9 – 0                 | Гуам              | Відбір до Кубка Азії 1996     | -    | 63'      |
| 8-8-1996   | Хошимін      | Південна Корея | 4 – 0                 | Китайський Тайбей | Відбір до Кубка Азії 1996     | -    |          |
| 11-8-1996  | Хошимін      | В'єтнам        | 0 – 4                 | Південна Корея    | Відбір до Кубка Азії 1996     | -    | 46'      |
| 25-9-1996  | Сеул         | Південна Корея | 3 – 1                 | КНР               | Щорічна гра Корея-Китай       | 1    |          |
| 10-12-1996 | Абу-Дабі     | Кувейт         | 2 – 0                 | Південна Корея    | Кубок Азії 1996 - 1-й етап    | -    |          |
| 16-12-1996 | Дубай        | Південна Корея | 2 – 6                 | Іран              | Кубок Азії 1996 - чвертьфінал | -    | 33'      |
| 25-1-1997  | Сідней       | Південна Корея | 3 – 1                 | Нова Зеландія     | Турнір Opus                   | -    | 46' 64'  |
| 22-2-1997  | Гонконг      | Гонконг        | 0 – 2                 | Південна Корея    | Відбір до ЧС 1998             | 1    |          |
| 2-3-1997   | Бангкок      | Таїланд        | 1 – 3                 | Південна Корея    | Відбір до ЧС 1998             | -    |          |
| 23-4-1997  | Пекін        | КНР            | 0 – 2                 | Південна Корея    | Щорічна гра Корея-Китай       | -    | 86'      |
| 21-5-1997  | Токіо        | Японія         | 1 – 1                 | Південна Корея    | товариський матч              | -    |          |
| 28-5-1997  | Теджон       | Південна Корея | 4 – 0                 | Гонконг           | Відбір до ЧС 1998             | -    |          |
| 1-6-1997   | Сеул         | Південна Корея | 0 – 0                 | Таїланд           | Відбір до ЧС 1998             | -    | 74'      |
| 12-6-1997  | Сеул         | Південна Корея | 3 – 1                 | Єгипет            | Кубок Кореї 1997              | -    |          |
| 14-6-1997  | Сувон        | Південна Корея | 3 – 0                 | Гана              | Кубок Кореї 1997              | 1    |          |
| 16-6-1997  | Сеул         | Південна Корея | 1 – 1                 | Югославія         | Кубок Кореї 1997              | 1    |          |
| 24-8-1997  | Тегу         | Південна Корея | 4 – 1                 | Таджикистан       | товариський матч              | -    | 62'      |
| 30-8-1997  | Сеул         | Південна Корея | 0 – 0                 | КНР               | Щорічна гра Корея-Китай       | -    | 79'      |
| 6-9-1997   | Сеул         | Південна Корея | 3 – 0                 | Казахстан         | Відбір до ЧС 1998             | -    | 69'      |
| 12-9-1997  | Сеул         | Південна Корея | 2 – 1                 | Узбекистан        | Відбір до ЧС 1998             | -    | 77'      |
| 28-9-1997  | Токіо        | Японія         | 1 – 2                 | Південна Корея    | Відбір до ЧС 1998             | 1    | 64'      |
| 4-10-1997  | Сеул         | Південна Корея | 3 – 0                 | ОАЕ               | Відбір до ЧС 1998             | -    |          |
| 11-10-1997 | Алмати       | Казахстан      | 1 – 1                 | Південна Корея    | Відбір до ЧС 1998             | -    |          |
| 18-10-1997 | Ташкент      | Узбекистан     | 1 – 5                 | Південна Корея    | Відбір до ЧС 1998             | -    | 65'      |
| 1-11-1997  | Сеул         | Південна Корея | 0 – 2                 | Японія            | Відбір до ЧС 1998             | -    | 59'      |
| 9-11-1997  | Абу-Дабі     | ОАЕ            | 1 – 3                 | Південна Корея    | Відбір до ЧС 1998             | -    | 63'      |
| 1-4-1998   | Сеул         | Південна Корея | 2 – 1                 | Японія            | товариський матч              | -    |          |
| 22-4-1998  | Белград      | Югославія      | 3 – 1                 | Південна Корея    | товариський матч              | -    |          |
| 19-5-1998  | Сеул         | Південна Корея | 0 – 0                 | Ямайка            | товариський матч              | -    | 46'      |
| 27-5-1998  | Сеул         | Південна Корея | 2 – 2                 | Чехія             | товариський матч              | -    | 69'      |
| 13-6-1998  | Ліон         | Південна Корея | 1 – 3                 | Мексика           | ЧС 1998 - 1-й етап            | -    | 71'      |
| 20-6-1998  | Марсель      | Нідерланди     | 5 – 0                 | Південна Корея    | ЧС 1998 - 1-й етап            | -    | 77'      |
| 25-6-1998  | Париж        | Бельгія        | 1 – 1                 | Південна Корея    | ЧС 1998 - 1-й етап            | -    |          |
| 28-3-1999  | Сеул         | Південна Корея | 1 – 0                 | Бразилія          | товариський матч              | -    | 36' 84'  |
| 5-6-1999   | Сеул         | Південна Корея | 1 – 2                 | Бельгія           | товариський матч              | -    | 73'      |
| 12-6-1999  | Сеул         | Південна Корея | 3 – 1                 | Мексика           | Кубок Кореї 1999              | -    | 71'      |
| 15-6-1999  | Сеул         | Південна Корея | 0 – 0                 | Єгипет            | Кубок Кореї 1999              | -    | 76'      |
| 19-6-1999  | Сеул         | Південна Корея | 1 – 1                 | Хорватія          | Кубок Кореї 1999              | -    | 51'      |
| 24-1-2001  | Гонконг      | Південна Корея | 2 – 3                 | Норвегія          | Кубок Carlsberg               | -    | 65'      |
| 27-1-2001  | Гонконг      | Парагвай       | 1 – 1 д.ч. (5-6 п.п.) | Південна Корея    | Кубок Carlsberg               | -    | 76'      |
| 26-4-2001  | Каїр         | Єгипет         | 1 – 2                 | Південна Корея    | Кубок LG                      | -    | 53'      |
| Усього     |              | Матчів         | 86                    |                   | Голів                         | 16   |          |

## Титули і досягнення
- Бронзовий призер Азійських ігор: 1990